# Action 21 Charleroi
Action 21 Charleroi ist ein belgischer Futsalverein aus Charleroi. Der Klub spielt derzeit in der ersten belgischen Division. Der Klub entstand 1999 aus der Fusion von Charleroi Garenne und FCS Sambreville. Gleich in der ersten Saison gelang der Meistertitel, der in der Folge sechs Mal verteidigt werden konnte. Zeitgleich stieg der Verein zu einer festen Größe im europäischen Wettbewerb auf. Im 2001 gegründeten UEFA-Futsal-Pokal erreichte man in den ersten beiden Saisons das Finale, wo man jeweils Playas de Castellón FS unterlag, doch 2004/05 konnte man als erste nicht-spanische Mannschaft überhaupt den höchsten europäischen Vereinswettbewerb für sich entscheiden. In einem spannenden Finale wurde Dynamo Moskau mit 4:3 im Hinspiel geschlagen, im Rückspiel glückte ein 6:6.

## Erfolge
- UEFA-Futsal-Pokal: 2004/05
- Belgischer Meister (10): 1999/00, 2000/01, 2001/02, 2002/03, 2003/04, 2004/05, 2005/06, 2007/08, 2008/09, 2009/10
- Belgischer Pokal (5): 2003/04, 2004/05, 2005/06, 2006/07, 2009/10
- Belgischer Supercup (8): 1999/00, 2000/01, 2001/02, 2002/03, 2003/04, 2004/05, 2005/06, 2010/11
- Benelux-Pokal (2): 2001/02, 2002/03